# Соляний промисел Малий Таволжан
Соляний промисел Малий Таволжан – виробничий майданчик з видобутку кам'яної солі на півночі Казахстану, за шість десятків кілометрів на північний схід від міста Павлодар.
В 1928-му геологічна експедиція оцінила запаси солі в озері Малий Таволжан на рівні 1,9 млн тонн. Надалі розробкою озера опікувалось виробниче об’єднання «Павлодарсіль», яке вело її до 1972 року, коли промисел на Малому Таволжані зупинили (натомість запустили промисел на озері Світлиця). 
Є відомості, що наприкінці 1980-х – на початку 1990-х років на Малому Таволжані знову вели роботи.
У 2023 році розробку Малого Таволжану відновила компанія «КазСоль». Проєктний строк розробки визначено у 9 років, при цьому обсяги видобутку можуть становити від 30 до 100 тисяч тонн на рік.